# ジュヴレ＝シャンベルタン
ジュヴレ・シャンベルタン(Gevrey-Chambertin)は、フランスのブルゴーニュ＝フランシュ＝コンテ地域圏コート・ドール県のコミューン。グラン・クリュ街道（fr）沿いにある。

## ワイン
ブルゴーニュでも有名なワイン生産地である。ワイン「シャンベルタン」をはじめ、畑名のAOCがいくつかあり、その中に9つの特級畑がある。

## 人口統計
| 1962年 | 1968年 | 1975年 | 1982年 | 1990年 | 1999年 | 2006年 | 2009年 |
| ------ | ------ | ------ | ------ | ------ | ------ | ------ | ------ |
| 2517   | 2613   | 3001   | 2582   | 2825   | 3258   | 3138   | 3056   |

参照元:Insee,,

## 姉妹都市
- ニールシュタイン、ドイツ
- スピー、ベルギー